# Cătălin Pirtu
Cătălin Pirtu (* 19. Februar 1992) ist ein rumänischer Biathlet.
Cătălin Pirtu trat international erstmals bei den Biathlon-Juniorenweltmeisterschaften 2011 in Nové Město na Moravě in Erscheinung, wo er 88. des Einzels und 83. des Sprints wurde. Gegen Ende der Saison kam er in Bansko erstmals bei den Männern im IBU-Cup zum Einsatz und wurde in seinem ersten Sprint 38. und gewann somit sogleich erste Punkte. Erstes Großereignis bei den Herren wurden die Sommerbiathlon-Europameisterschaften 2011 in Martell, bei denen Pirtu zunächst bei den Junioren zum Einsatz kam und im Sprint 17., im Verfolger 14. wurde. Für das Mixed-Staffelrennen wurde er in den Leistungsbereich berufen und wurde mit Luminița Pișcoran, Diana Marian Salman und Remus Faur Siebter.